# الميسم

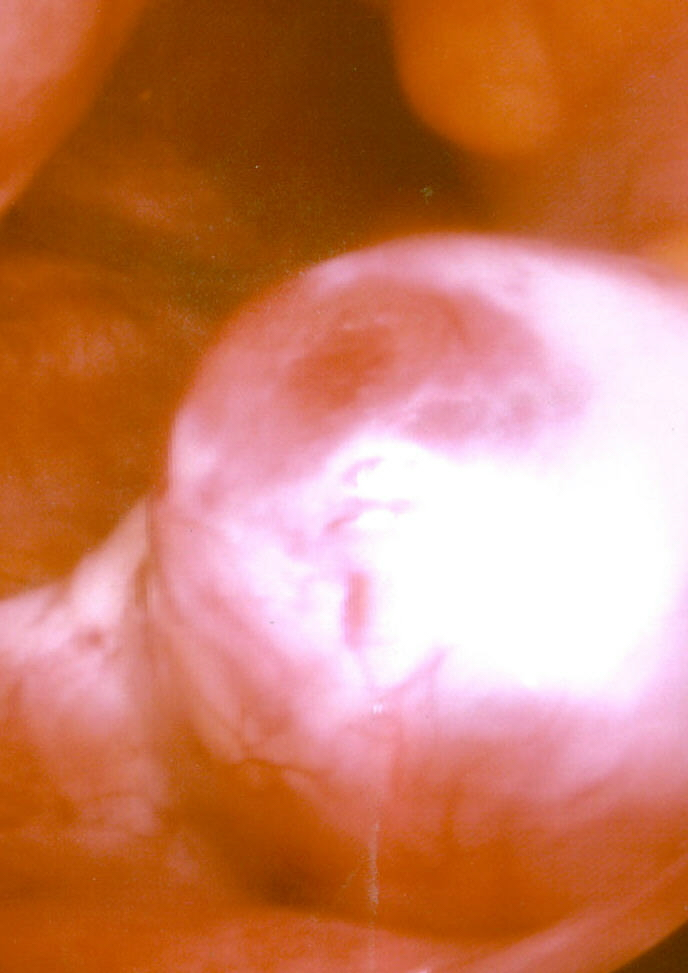
ميسم المبيض في الإنسان: الجريب على وشك الانفجار

يشير الميسم في التشريح التناسلي للثدييات إلى المنطقة من سطح المبيض حيث سينفجر جُريَب غراف أثناء التبويض ويقوم بإطلاق البويضة.
بينما ينضج الجُريَب، تصبح المنطقة الموجودة بين الجُريب وسطح المبيض رفيعة وتضعف تحت تأثير هرمون ملوتن والسيتوكين الموضعي، وفي مرحلة التبويض ينفجر الميسم ويتم إطلاق البويضة بالإضافة إلى السائل الجُريبي. ومن الضروري أن يتم التقاط البويضة بواسطة قناة فالوب حيث يمكن تخصيبها بواسطة خلية الحيوانات المنوية. سيندمل الميسم وسيتحول بقية الجُريب إلى الجسم الأصفر.